# Grobari
Dernière mise à jour : 21 mai 2017.

Les Grobari (en cyrillique : Гробари) sont les supporters du club de football du Partizan Belgrade, ils représentent l'un des plus grands groupes de supporters de Serbie. Dans leur majorité, ils supportent l'ensemble du club omnisports Partizan Belgrade. Fidèles aux couleurs du club, ils s'habillent généralement en blanc et noir.

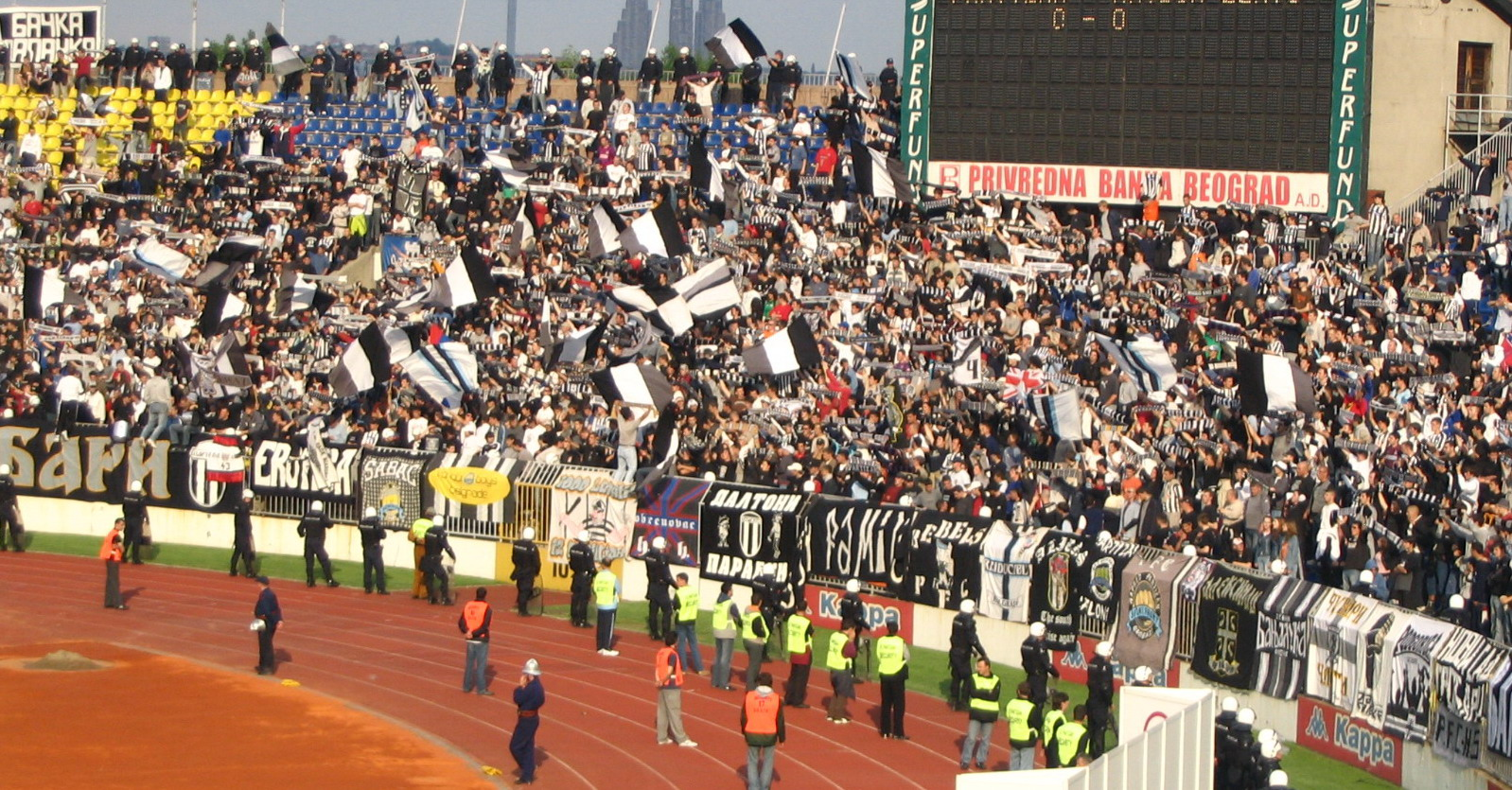
Grobari célébrant le 19e championnat du Partizan remporté en 2005.

## Origine du nom
En serbe Grobari signifie « fossoyeurs ». Ce surnom leur a été attribué à la fin des années 1970 par les supporters de l'Étoile rouge Belgrade, l'un des plus grands rivaux du Partizan. Le terme se réferait principalement au maillot des joueurs qui ressemblait à cette époque aux uniformes des fossoyeurs. En réaction, les Grobari baptisèrent les supporters de l'Étoile rouge « Cigani », ce qui signifie « tsiganes » en serbe, ce surnom faisait allusion au grand nombre de Roms supportant l'Étoile Rouge.

## Historique
Les premiers groupes structurés de supporters du Partizan commencèrent à se déplacer au JNA stadium à la fin des années 1950. Ils provenaient pour la plupart des banlieues de Belgrade, principalement de Čukarica, Rakovica, Senjak et Topčider ; ils occupaient les tribunes nord du stade. Le parcours du Partizan en Ligue des champions 1966, qui se solda par une finale, draina encore plus de supporters au stade. Cette période est considérée comme cruciale dans le développement des groupes de supporters. Dès lors les supporters s'attribuèrent l'aile sud du stade. Durant les années 1970, comme partout ailleurs en Europe, les supporters commencèrent à s'équiper en écharpes, en banderoles, en fumigènes et en matériel de toute sorte.
Au début des années 1980 les Grobari devinrent l'un des quatre plus grands groupes de supporters de Yougoslavie et se déplaçaient régulièrement assister à des matchs en Yougoslavie et en Europe. À cause de leur hooliganisme revendiqué vis-à-vis des autres clubs de supporters, les matchs se terminaient quelquefois en expédition punitive. Ils étaient connus pour leur style anglais de supporting qui consistait principalement en chants forts et continus. Les guerres de Yougoslavie des années 1990 apportèrent une recrudescence du nationalisme dans les kops ; ce qui se traduisit par l'engagement de nombreux Grobari.
En 2005, les Grobari amorcèrent un boycott à la suite de l'incapacité du club à se qualifier pour une Coupe d'Europe.

## Groupes de supporters
En 1999, une scission se produisit au sein des groupes de supporters lorsque le kop « Južni Front » (front sud) accusa plusieurs cadres du « Grobari 1970 » d'abuser de leurs privilèges et accusa également le club de favoriser ces derniers. Les « Grobari 1970 » étaient soupçonnés de détournement de fonds attribué par le club pour l'organisation des kops. Plusieurs centaines de supporters du Južni Front quittèrent les tribunes sud du stade pour les tribunes nord. Le schisme se poursuivit jusqu'en 2003 lorsque les deux groupes parvinrent à s'entendre.
Aujourd'hui les Grobari sont constitués de nombreux groupes de supporters s'étant développé pour la plupart durant les années 1990. Parmi ceux qui comptent le plus de membres se trouvent les « Grobari 1970 », « Južni Front », « Alcatraz », « Stoka », « Young Boys », « Anti Romi », « Shadows », « Grobari Zapadna Srbija », « Čuvari Časti » et « Grobari Valjevo ». Les Grobari sont réputés pour entretenir de bonnes relations avec certains groupes étrangers comme le « Gate 4 » (club grec de supporters du PAOK Salonique) ou le « Sektor-G » (club bulgare du CSKA Sofia) ou bien même la plus grand fraternité avec les hooligans et ultra du CSKA Moscow, de bon lien existe avec les ultra de la Curva Sud du Milan , des ultra du Sporting club Portugal et des ultra du Steau Bucharest
Les Grobari comptent plusieurs groupes de supporters à travers l’Europe donc les plus connus et  qui possède le plus de membres « Grobari Paris », « Grobari Zürich » et « Grobari Vienne » .
La mascotte non officielle des supporters est un bouledogue aux couleurs du club.

## Boycott

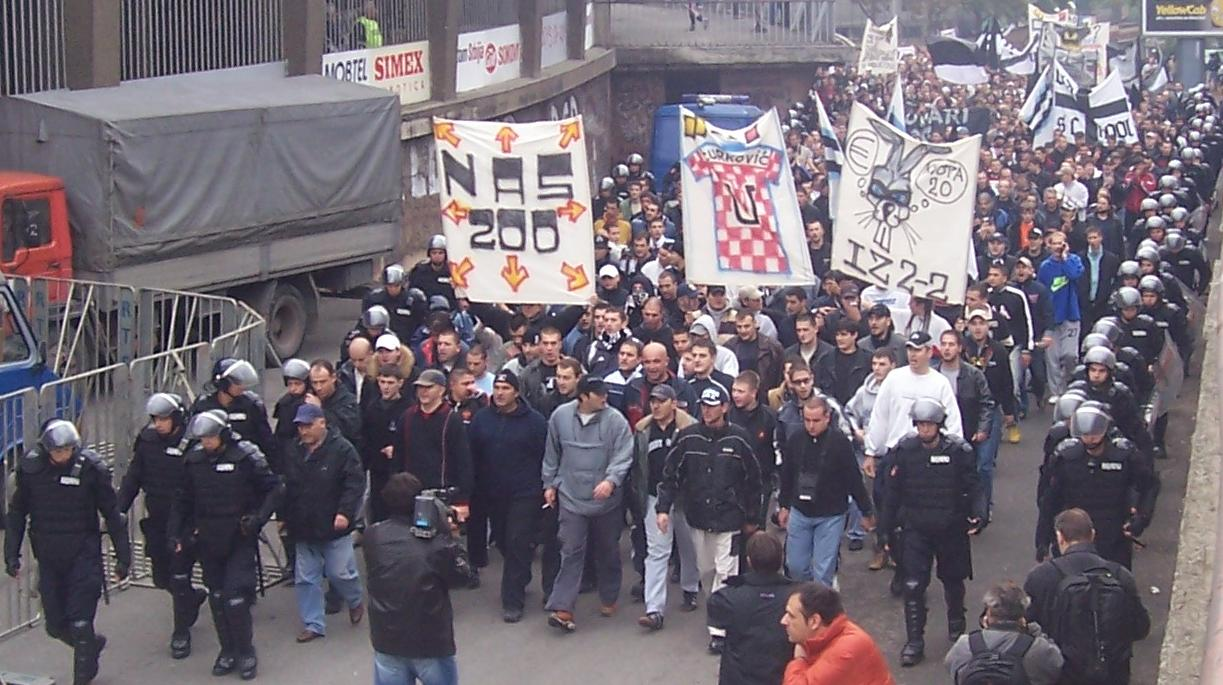
Protestations des Grobari devant le Stade du Partizan en octobre 2005.

Révoltés par l'élimination prématurée du Partizan lors des qualifications de la Ligue des champions, de son élimination au premier tour de la coupe UEFA qui s'est ensuivie, de l'élimination de la coupe nationale par une équipe de troisième division et des résultats très médiocres du club en championnat, les Grobari déclarèrent un boycott total de tous les matchs du Partizan. En septembre 2005 plusieurs milliers de supporters se regroupèrent devant le stade du Partizan et accusèrent en public le président du club Ivan Ćurković, le directeur des sports Nenad Bjeković et le secrétaire général Žarko Zečević d'être des voleurs et des manipulateurs. 
Les Grobari exigèrent leurs démissions comme condition préalable à un retour dans les tribunes du stade. En octobre 2005 ils se regroupèrent et firent entendre leurs revendications devant le théâtre central de Belgrade où des officiels s'étaient regroupés pour célébrer le soixantième anniversaire du club. Les deux derbys de la saison 2005/06 disputés contre l'Étoile rouge se jouèrent sans soutien aucun des Grobari. Contrairement à la tradition où ces matchs se jouaient à guichet fermé, ils ne réunirent que quelques milliers de supporters, ce fut la première fois que le derby disputé à domicile attira si peu de spectateurs, les supporters adverses avaient également décidé de boycotter la rencontre mais pour d'autres raisons.
Le boycott se poursuit toujours au Stadion Partizana, mais depuis août 2006 les grobari ont décidé de soutenir le club lors de ces déplacements. À chaque match à l'extérieur ils allument des fumigènes qu'ils lancent sur le terrain afin que les officiels du club soient sanctionnés et payent des amendes à la fédération serbe de football ou à l'UEFA.